# Щ-309

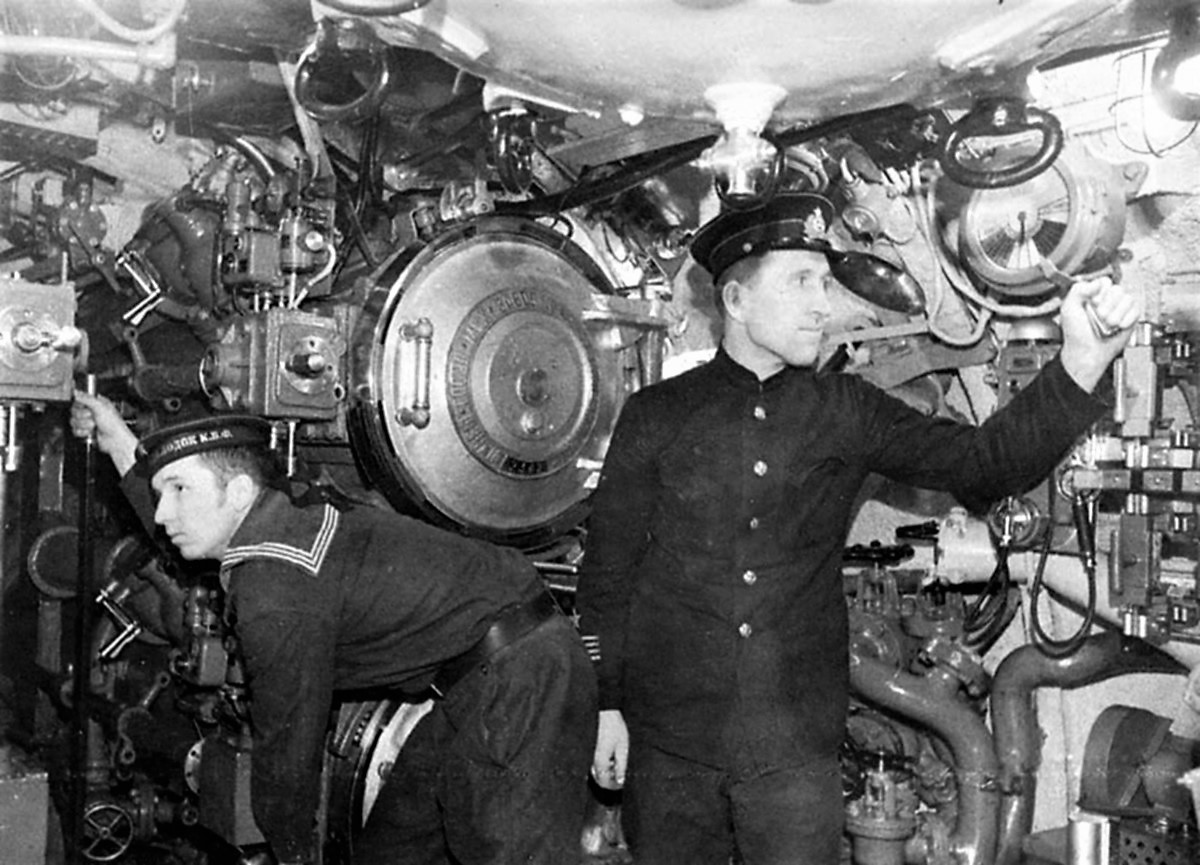
Краснофлотец А.В. Абрамов (слева) и старшина группы Ф.Д. Фокин в торпедном отсеке. Фото Сергея Струнникова. 1942

«Щ-309» — советская дизель-электрическая торпедная подводная лодка времён Второй мировой войны, принадлежит к серии V-бис-2 проекта Щ — «Щука». При постройке лодка получила имя «Дельфин».

## Служба

### Советско-Финляндская война
В ночь на 29 ноября 1939 года лодка покинула Кронштадт и направилась на боевое дежурство на позицию № 17 возле острова Форэ к северо-востоку от Готланда для ведения наблюдения за шведскими судами и осуществления дальней блокады Финляндии. В течение первых нескольких дней патрулирования в пределах видимости «Щ-309» проходили только немецкие пароходы, которые пропускались без досмотра. 2 декабря через позицию лодки проследовал шведский военный корабль, переоборудованный из рыболовного судна. 5 декабря на лодку поступил приказ о следовании на базу в Таллин. 6 декабря «Дельфин» прибыл в Таллин, а 12 декабря, не успев пройти послепоходовый ремонт, был перебазирован в Либаву.
14 декабря «Щ-309» была направлена для ведения блокады морских коммуникаций на позицию № 8 к юго-востоку от Аландских островов. В результате плохих погодных условий (температура до −30 °C и штормовая погода) к моменту прибытия на позицию лодка очень сильно обледенела. Под весом намёрзшего льда антенны оборвались, антенные стойки сломались. Волнами дважды смывало с лодки матросов, обкалывающих лёд. С большим трудом они были подняты на борт. 17 января командование дало разрешение на возвращение в Таллин в связи с невозможностью продолжать патрулирование из-за погоды. После окончания этого крайне тяжёлого похода у командира «Дельфина» С. С. Веселова развилось острое желудочное заболевание, ранее не обострявшееся. Вскоре по состоянию здоровья Веселов был списан из подводного флота и был назначен капитаном плавбазы подводных лодок «Смольный». Должность командира «Щ-309» занял И. С. Кабо, командовавший до этого подлодкой «М-81».

### Великая Отечественная война
Совершила 8 боевых походов. 14 торпедных атак с выпуском 31 торпеды. Потоплено 4 судна:
1. Боден (595 брт., 12.09.1942),
2. Карл Кордс (903 брт., 10.11.1944),
3. Норденхам (4592 брт., 07.12.1944),
4. Гёттинген (6267 брт., 23.02.1945)[1].

1 марта 1943 года удостоена звания гвардейского корабля.
Летом 1944 года «Щ-309» отработала курс боевой подготовки в Кронштадте и на Ладожском озере.

## Командиры
- капитан 3 ранга Зброжек Сергей Петрович (апрель 1934 года — декабрь 1937)
- С. С. Веселов (1937 — февраль 1940)
- капитан-лейтенант (впоследствии капитан 3 ранга) Кабо Исаак Соломонович (28 февраля 1940 года — 25 февраля 1943)
- капитан-лейтенант (впоследствии капитан 3 ранга) Филов Николай Александрович (c 26 марта 1943 года по 27 октября 1944 года)
- капитан 3 ранга Ветчинкин Павел Петрович (с 24 ноября 1944 по 9 марта 1946 года)